# Prochoristis capparidis
Prochoristis capparidis is een vlinder uit de familie van de grasmotten (Crambidae). De wetenschappelijke naam van de soort is voor het eerst gepubliceerd in 1876 door Hugo Theodor Christoph.
De soort komt voor in Rusland (Dagestan), Iran en Pakistan.